# Мустанг (Техас)
Мустанг (англ. Mustang) — місто (англ. town) в США, в окрузі Наварро штату Техас. Населення — 0 осіб (2020).

## Географія
Мустанг розташований за координатами 32°0′45″ пн. ш. 96°25′54″ зх. д. / 32.01250° пн. ш. 96.43167° зх. д. (32.012398, -96.431707).  За даними Бюро перепису населення США в 2010 році місто мало площу 0,32 км², з яких 0,32 км² — суходіл та 0,01 км² — водойми.

## Демографія
Згідно з переписом 2010 року, у місті мешкала 21 особа в 7 домогосподарствах у складі 6 родин. Густота населення становила 65 осіб/км².  Було 8 помешкань (25/км²).
Расовий склад населення:
| - 81,0 % — білих - 19,0 % — чорних або афроамериканців |

До двох чи більше рас належало 0,0 %. Частка іспаномовних становила 0,0 % від усіх жителів.
За віковим діапазоном населення розподілялося таким чином: 28,6 % — особи молодші 18 років, 71,4 % — особи у віці 18—64 років, 0,0 % — особи у віці 65 років та старші. Медіана віку мешканця становила 25,5 року. На 100 осіб жіночої статі у місті припадало 162,5 чоловіків;  на 100 жінок у віці від 18 років та старших — 150,0 чоловіків також старших 18 років.
Цивільне працевлаштоване населення становило 3 особи. Основні галузі зайнятості: мистецтво, розваги та відпочинок — 66,7 %, будівництво — 33,3 %.